# غزال (آلبوم)
غزال نام یکی از آلبوم‌های کاظم الساهر، خواننده، شاعر و آهنگساز عراقی است. این آلبوم که مشتمل بر ۹ آهنگ می‌باشد در سال ۱۹۸۹ میلادی و توسط شرکت النظائر منتشر شد.

## آهنگ‌ها
- ان شاء الله - ۴:۵۳
- اش جابرک علی المر - ۸:۳۱
- بعد بااحلی العمر - ۵:۳۶
- شخص ثانی - ۷:۱۷
- ترید اسامح - ۶:۴۴
- عبرت الشط - ۹:۲۸
- غزال - ۶:۲۰
- لدغة الحیة
- لو کان